# Шатне (Саона и Лоара)
Шатне (фр. Châtenay) насеље је и општина у источном делу централне Француске у региону Бургоња, у департману Саона и Лоара која припада префектури Шарол.
По подацима из 2011. године у општини је живело 161 становника, а густина насељености је износила 19,95 становника/km². Општина се простире на површини од 8,07 km². Налази се на средњој надморској висини од 450 метара (максималној 595 m, а минималној 380 m).

## Демографија
| 1962. | 1968. | 1975. | 1982. | 1990. | 1999. | 2011. |
| ----- | ----- | ----- | ----- | ----- | ----- | ----- |
| 258   | 260   | 229   | 214   | 184   | 166   | 161   |

График промене броја становника у току последњих година